# Železniční trať Nemotice–Koryčany
Železniční trať Nemotice–Koryčany (v jízdním řádu pro cestující naposledy označená číslem 345) je vlečka (do 31. října 2019 regionální dráha) spojující Nemotice a Koryčany. V železniční stanici Nemotice odbočuje z trati Brno – Uherské Hradiště.
Svým provozovatelem, Správou železnic, bývala deklarována jako regionální dráha, ale bývalá stanice Koryčany má status pouhého samostatného tarifního místa ve stanici. Trať je bez pravidelné osobní dopravy, jsou zde provozovány jen příležitostné vlaky.

## Historie

### Počátky
Hlavní roli při vzniku trati sehrála Thonetova továrna na ohýbaný nábytek v Koryčanech. Továrna tuto trať potřebovala pro svůj provoz. Přípravné práce byly započaty v roce 1905, koncese byla udělena 21. dubna 1906. Stavební délka tratě byla 4 926 m, provozní délka činila 4 822 m. Trať byla postavena za podpory tehdejšího majitele panství Ludvíka Wittgensteina (strýc známého filosofa stejného jména).
Nákladní doprava byla zahájena dne 1. září 1908. Původně měla být vlečka jen pro soukromou potřebu velkostatku a továrny, byla však zařízena a otevřena i pro veřejnou přepravu zboží. Dráha byla lidmi pojmenována Helenka podle prvního parního stroje.
V Mouchnicích byla vybudována odstavná kolej pro vozové zásilky. Nebyla však příliš využívána a roku 1923 byla zrušena. Vlaky jezdily nepravidelně, podle potřeby. V roce 1925 byla trať zestátněna od Místní dráhy Nemotice Koryčany.
Po 1. světové válce v roce 1918 bylo požadováno zavedení osobní dopravy. Přes počáteční odpor majitele byla 1. dubna 1920 zahájena osobní doprava třemi páry vlaků denně.
Po zavedení osobní dopravy byla postavena třetí kolej (třetí podle služebního číslování, do počtu čtvrtá), výtopna byla přesunuta z Nemotic do Koryčan a postavena kancelář a čekárna velikosti 2×4,5 m.
V roce 1929 byla zahájena stavba vlečky do továrny Thonet-Mundus, do provozu byla dána 6. října 1930.
Předtím již v roce 1907 při stavbě dráhy žádal továrník Michael Thonet majitele dráhy Ludvíka Wittgensteina, aby mu prodal pozemek za stanicí a povolil mu tudy vést vlečku až do jeho továrny. Jednání tehdy trvalo celý rok bezvýsledně. Mimo to nechtěl majitel dráhy továrníkovi povolit nižší sazby na přepravu nábytku. Jejich vzájemné vztahy nebyly dobré.
Rozvoj automobilismu poznamenal i trať Koryčany–Nemotice a tak dne 1. března 1932 byla osobní doprava nahrazena silniční autobusovou dopravou, kterou provozovalo ČSD.

### Druhá světová válka
Za války byla z důvodu nedostatku benzínu autobusová doprava zastavena a nahrazena opět kolejovou dopravou. Továrna vyráběla za války bedničky na náboje, postele a skříně pro vojsko a poslední rok dřevěné části konstrukce letadel.
Velkého významu měla trať z Koryčan v roce 1945, kdy v dubnu před koncem války byla na nějakou dobu zastavena doprava na hlavní trati a byla provozována doprava jen na trati Koryčany – Nemotice – Slavkov u Brna.
Stanice Koryčany byla 29. dubna 1945 po 10. hodině obsazena rumunskou armádou a v její blízkosti se usadilo dělostřelectvo a nádraží bylo poškozeno. Po odchodu vojska nastoupili všichni zaměstnanci do práce a dali se do obnovy nádraží. A tak dne 7. května byla podniknuta první služební jízda do Bohuslavic u Kyjova a ve dnech 8. a 9. května byly zavedeny pracovní vlaky do Bohuslavic a Nesovic, poněvadž koryčanský stroj byl jediný v tomto úseku trati.
Po opravě mostu v Bohuslavicích dne 10. května 1945 byla zahájena osobní doprava na trati Koryčany–Kyjov dvěma spoji denně. Toto spojení trvalo až do 31. července 1945.
Protože bývalý majitel dráhy byl rakouský příslušník, byla na trať nasazena národní správa a posléze došlo výnosem prezidenta k zestátnění. Zestátněna byla rovněž i továrna Thonet-Mundus, ke dni 9. května 1946.

### Poválečné období
Při návštěvě prezidenta Edvarda Beneše v Kyjově byl dne 20. června 1947 vypraven zvláštní vlak z Koryčan do Kyjova sestavený z 12 vozů.
V roce 1949 byla v Mouchnicích nákladem obce vystavěna zděná čekárna. Začalo se uvažovat o stavbě koryčanské přehrady a očekávalo se, že veškerý stavební materiál bude dopravován drahou. Práce na přehradě skutečně začaly v roce 1950 a trvaly až do roku 1958. Provoz na trati během výstavby se skutečně zvýšil.
Ve středu 31. května 1967 jela na trati naposledy parní lokomotiva Helenka. V 6.20 hodin vyjela z Koryčan do Nemotic a zpět už byl vlak tažen motorovým vozem. Do 2. června zůstala parní lokomotiva stát pro případ potřeby na odstavné koleji v Nemoticích.
V roce 1980 byla osobní doprava v rámci úsporných opatření ČSD zrušena. Několik let pokračovala ještě přeprava spěšnin.

## Současnost
Po roce 1990 bylo několik pokusů o úplné zrušení tratě. To se však nestalo a je využívána několika soukromými firmami z Koryčan. Od roku 1997 je doprava do Koryčan z tarifního hlediska vlečkovou dopravou v rámci železniční stanice Nemotice. V roce 2008 oslavila trať 100 let své existence. V současné době jsou na trati provozovány příležitostné nostalgické a výletní vlaky KPKV (cca 2× za rok).

## Stanice a zastávky

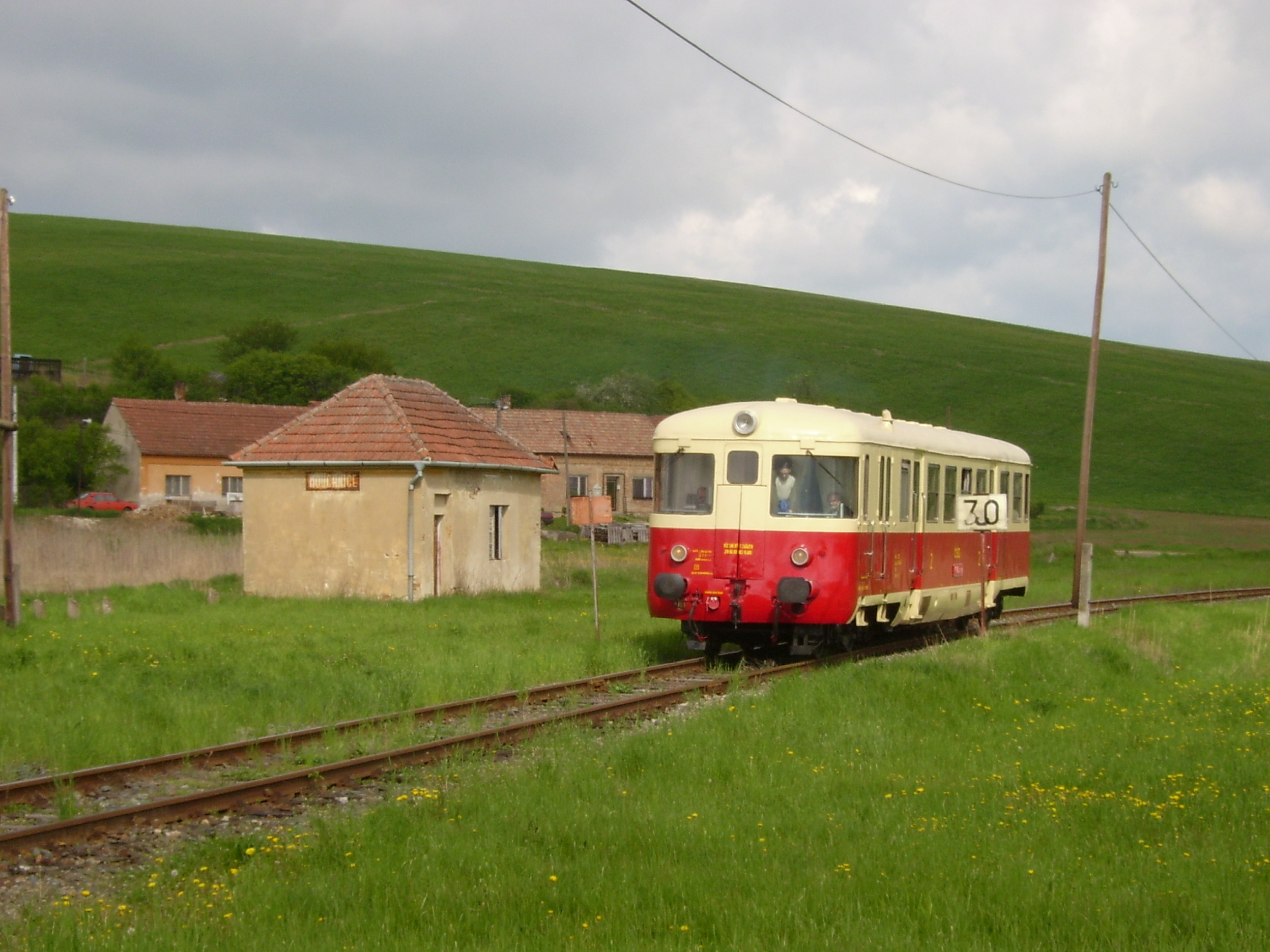
Mouchnice (2005)
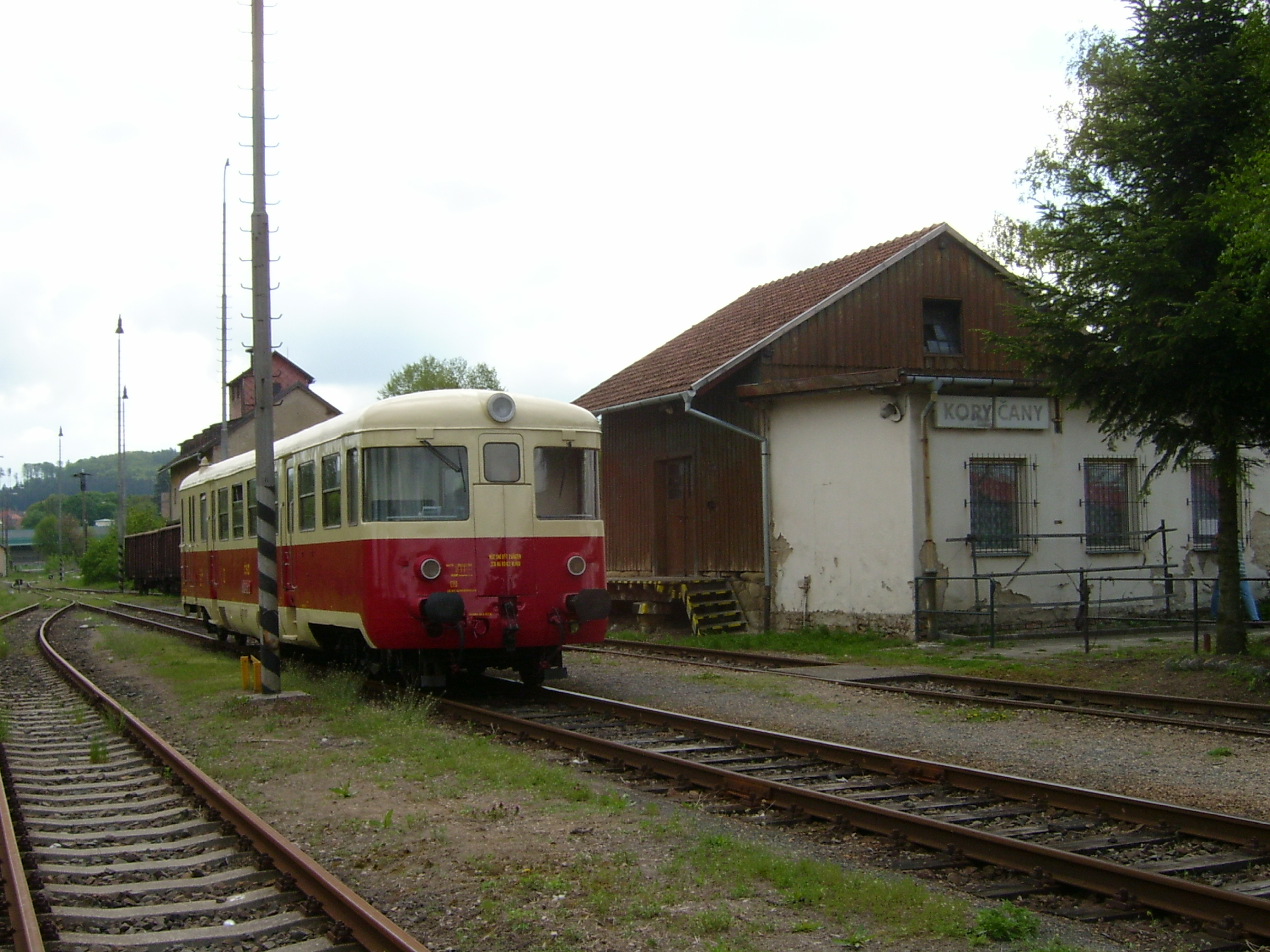
Koryčany (2005)
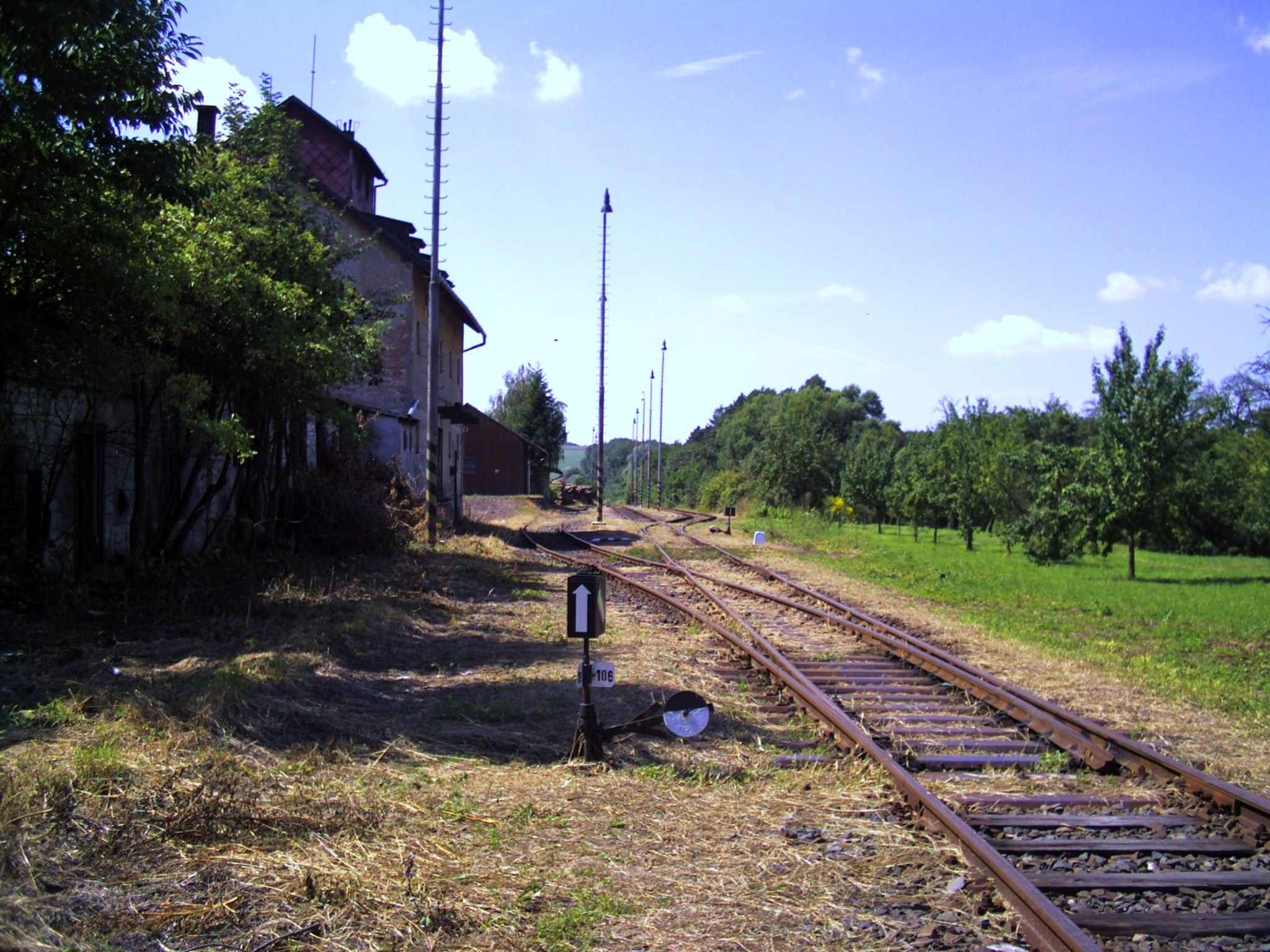
Stanice Koryčany v létě 2008